# Tenochtitlán, Tenochtitlán
Tenochtitlán är en ort i Mexiko.   Den ligger i kommunen Tenochtitlán och delstaten Veracruz, i den sydöstra delen av landet, 230 km öster om huvudstaden Mexico City. Tenochtitlán ligger 902 meter över havet och antalet invånare är 1 911.
Terrängen runt Tenochtitlán är bergig söderut, men norrut är den kuperad. Runt Tenochtitlán är det ganska tätbefolkat, med 111 invånare per kvadratkilometer. Närmaste större samhälle är Misantla, 15,0 km norr om Tenochtitlán. I omgivningarna runt Tenochtitlán växer i huvudsak städsegrön lövskog.